# Bachtijar Rahmani
Bachtijar Rahmani (ur. 23 września 1991 w Sarpol-e Zahab) – irański piłkarz występujący na pozycji pomocnika w irańskim klubie Teraktor Sazi oraz w reprezentacji Iranu. Uczestnik Mistrzostw Świata 2014.